# Cybianthus penduliflorus
Cybianthus penduliflorus Mart. – gatunek roślin z rodziny pierwiosnkowatych (Primulaceae). Występuje naturalnie w Kolumbii, Wenezueli, Ekwadorze, Peru, Boliwii oraz Brazylii (w stanach Acre, Amazonas, Pará, Rondônia, Mato Grosso oraz Dystrykcie Federalnym). 

## Morfologia
PokrójZimozielone drzewo lub krzew dorastające do 1,2–2,5 m wysokości.
LiścieUlistnienie naprzemianległe. Blaszka liściowa ma eliptyczny lub eliptycznie lancetowaty kształt. Mierzy 25 cm długości oraz 9 cm szerokości, jest całobrzega, ma stłumioną nasadę i spiczasty wierzchołek. Ogonek liściowy jest owłosiony i ma 20 mm długości.
KwiatyZebrane w gronach wyrastających z kątów pędów. Płatki mają zaokrąglony kształt.

## Biologia i ekologia
Rośnie w amazońskim lesie deszczowym oraz cerrado